# Леслі (ураган, 2018)
Ураган Леслі (англ. Hurricane Leslie) — атлантичний циклон, що перетворився на ураган 1 категорії за шкалою ураганів Саффіра-Сімпсона. Це найпотужніший ураган, що вдарив по Піренейському півострову з 1842 року. Швидкість вітру (постійна за 1 хвилину) досягала 150 км/год. Найнижчий атмосферний тиск — 969 мбар (727 мм рт. ст.). Сформувався 22 вересня та розсипався 16 жовтня 2018 року. Це дванадцятий найменований циклон та шостий у сезоні атлантичних ураганів.
Ураган Леслі забрав життя в 16 осіб (4 — у Португалії; 14 — у Франції).

## Метеорологічна історія
19 вересня, у середині активного місяця формування тропічних циклонів у Північноатлантичному басейні, Національний ураганний центр (NHC) почав моніторинг потенційної позатропічної системи низького тиску, що сформувалась у кількох сотнях кілометрів на південний захід від Азорських островів, з можливим поступовим набуттям тропічні та позатропічні характеристики. 22 вересня уздовж фронтової зони зі залишків урагану Флоренція приблизно у 1500 км на південний захід від Азорів сформувалась позатропічна депресія. Рухаючись над північно-східною Атлантикою швидко набув субтропічних ознак і 23 вересня о 15:00 UTC (18:00 UTC+3) був класифікований NHC як субтропічний шторм Леслі.
Спочатку подальше формування Леслі було неоднозначне через те, що значніша система низького тиску стала домінувала та поглинати Леслі, хоча деякі загальні прогнозні моделі характеризують домінування Леслі. Протягом декількох годин шторм дрейфував на схід без змін інтенсивності. А вже 25 вересня о 3:00 UTC послабив субтропічну депресію, а після шести годин Леслі став позатропічним циклоном. Мікрохвильові дані показали, що система мала зовнішню циркуляцію, що витягнулась навколо бароклінної зони. 25 вересня о 18:00 UTC NHC прогнозував, що Леслі поверне свої субтропічні характеристики. Незабаром після цього, Леслі злився з фронтальною системою та зміцнів, а 27 вересня через бароклінні процеси здобув вітри ураганної сили. 28 вересня о 21:00 UTC NHC знов повідомив, що Леслі став субтропічним штормом у 1800 км на захід від Азорів.
Незабаром після рекласифікації як субтропічний шторм, Леслі розвертався через взаємодію зі субтропічним хребтом на заході та великим глибоким шаром на схід. Протягом дня Леслі повернувся зі західного напряму на південний захід, набуваючи ще більше тропічних ознак. 29 вересня о 21:00 UTC Леслі становиться повністю тропічним після утвореного антициклонічного відтоку на північному сході та південному сході. Крім того, Леслі перейшов у теплу структуру ядра.
Упродовж наступних півтора дня Леслі дрейфував північною Атлантикою без змін інтенсивності. 1 жовтня о 9:00 UTC NHC повідомив про збільшення конвективного діапазону на півночі та північному заході. Леслі продовжувала повільно зміцнюватися протягом кількох днів, перш ніж 3 жовтня о 9:00 UTC стати ураганом 1 категорії за шкалою ураганів Саффіра-Сімпсона. У той час глибока конвекція, що оточувала Леслі, значно покращилась і сформувалося чітке низькорівневе око. Окрім цього, рульові потоки, що були захоплені Леслі упродовж останніх декількох днів, повністю рухнули, а ураган знерухомівся. О 15:00 UTC Леслі досяг піку початкової інтенсивності з максимальним тривалими вітрами у 130 км/год і мінімальним центральним тиском у 975 гПа (731 мм рт. ст.), а о 21:00 UTC почав рухатися на північ, під впливом короткохвильової улоговини на північному заході і середньорівневого хребта на південному сході.
Леслі підтримував пікову інтенсивність протягом 12 годин, а потім почав слабшати, а вже 4 жовтня о 21:00 UTC перетворився на тропічний шторм. Упродовж наступних кількох днів Леслі змінив рух із півночі на північний схід, продовжуючи слабшати зі швидкість вітру 85 км/год станом на 8 жовтня о 3:00 UTC. Однак протягом 8 жовтня шторм знову почав посилюватися; збільшилась конвекція, а внутрішнє ядро намагається сформуватися. 10 жовтня о 3:00 UTC Леслі знов став ураганом, а о 9:00 UTC повернув на південь під впливом від широкої середньо- до високорівневої улоговини. Упродовж наступних 18 годин змінив напрямок із південного на північно-східний. 12 жовтня о 3:00 UTC досяг своєї пікової інтенсивності з максимальними вітрами в 150 км/год та мінімальним центральним тиском у 969 гПа (727 мм рт. ст.) і зберігав її упродовж наступних шести годин, а потім знову ослаб. На наступний день продовжував слабшати, пришвидшуючись на північний схід. 13 жовтня Леслі перейшов у позатропічний циклон, приблизно в 150 км від Лісабона (Португалія). О 21:10 UTC позатропічний залишок вдарив по Фігейра-да-Фош, завдаючи шкоди усьому центральному узбережжю Португалії. 15 жовтня Леслі досяг кордону Франції, а 16 жовтня повністю розпався над південною Францією.

## Наслідки

### США
З кінця вересня до початку жовтня ураган Лесбі бушував біля східного узбережжя США, спричиняючи подекуди великі хвилі та, уперше за 20 років, мертві брижі в Зовнішній мілині. Найвищий прибій спостерігався 26—28 вересня, коли Леслі був потужним позатропічним циклоном із сильними вітрами.

### Мадейра
Наприкінці 11 жовтня Уряд Португалії уперше в історії оголосив тропічне штормове попередження для архіпелагу Мадейра. Влада Мадейри закрила всі пляжі та парки. Було скасовано усі рейси у восьми аеропортах, 180 спортивних матчів. 13 жовтня, коли ураган відійшов від острова, попередження було скасовано.

### Узбережжя Португалії
До Леслі, IPMA повідомили про сильні дощі та сильні вітри, штормові припливи та небезпечні прибережні умови для 13 із 18 округів, включаючи Лісабон. TAP Portugal відмінив сім рейсів у Лісабоні. Також було скасовано декілька подій аж до 20 жовтня, включаючи концерт Мафальди Вейго, виставу «Baixa Terapia» на Tivoli BBVA та вечірній сеанс французького кінофестивалю. 13 жовтня на другій хвилині було призупинено фінальний матч Чемпіонату Європи на квадах серед жінок 2018, що проходив у Меаляді, між Португалією та Іспанією у зв'язку з відключенням електроенергії. За інформацією TVI 24, понад 15 000 клієнтів мережі були від'єднані від сервісу в округах Лісабона, Лейрії та Сетубали.
13 жовтня о 21:30 Всесвітній координований час ураган Леслі вийшов на сушу біля Фігейра-да-Фош зі зафіксованою найбільшою швидкістю вітру до 176,4 км/год (у Коїмбра — до 122 км/год; у Авейру — до 120,2 км/год; Візеу — до 101,1 км/год). Було повалено приблизно 1000 дерев, знеструмлено понад 300 000 будинків та заблоковано сміттям автомагістраль A1. Під час урагану загинуло 2 особи та поранено 28, ще понад 60 осіб потребували негайної евакуації. Лише в Центральному регіоні збиток завданий Леслі перевищив €80 млн (₴2,5 млрд), включно з Фігейра-да-Фош, Монтемор-у-Велю, Соре, Кондейша-а-Нова, Маріня-Гранде та Помбал.

### Іспанія
13 жовтня AEMET оголосив спочатку жовте, а потім помаранчеве попередження для північно-західного узбережжя Франції. У районі Самори була зафіксована швидкість вітру до 96 км/год, у Вільярдесьєрвос — до 86 км/год, у Фуентесауко — до 56 км/год. Області Астурія, Леон та Кантабрія постраждали від сильних дощів, а повалені сильними вітрами дерева спричинили затори на головних дорогах.

### Франція
Волога, що залишилась після розпаду позатропічного урагану Леслі, підживила квазістаціонарний холодний фронт над південно-західною Францією, спричинивши сильні дощі та грози, що призвели до паводків. У Каркассонні зареєстровано 160—180 мм опадів за п'ять годин, а рівень води піднявся на 8 м, а річки Ода — на 7 м (найвищий з 1851 року). Найбільша швидкість вітру, до 111 км\год, стала рекордною для міста Сет.
Щонайменше потонуло 14 осіб та було поранено 75 особи, переважно в районі Вільгаянк.